# 松本鶴雄
松本 鶴雄（まつもと つるお、1932年11月19日 - 2016年5月11日）は、日本の文芸評論家。
埼玉県児玉郡神保原村（現・上里町）生まれ。埼玉県立本庄高等学校（定時制）、早稲田大学第一文学部独文科卒業。現代作家を中心に評論を書く。埼玉県立本庄高等学校（定時制）教諭、日本大学国際関係学部教授、群馬県立女子大学教授、日本大学大学院総合社会情報研究科兼任教授を歴任。

## 著書
- 『丹羽文雄の世界』講談社 1969
- 『背理と狂気 現代作家の宿命』笠間書院 1972
- 『井伏鱒二論』冬樹社 1978
- 『深沢七郎論 民衆とは何か』林道舎 1986
- 『井伏鱒二 日常のモティーフ』沖積舎 1988
- 『五木寛之論』林道舎 1995
- 『ふるさと幻想の彼方 白鳥の世界』勉誠社 1996
- 『さきたまの文人たち』さきたま出版会 1997
- 『神の懲役人 椎名麟三文学と思想』菁柿堂 1999
- 『井伏鱒二論全集成』沖積舎 2004
- 『春回生の世界 島崎藤村の文学』勉誠出版 2010